# 名古屋急行電鉄
名古屋急行電気鉄道株式会社（なごやきゅうこうでんきてつどう）、通称名古屋急行電鉄（なごやきゅうこうでんてつ）とは、昭和初期に大津市から名古屋市までの鉄道路線建設を目的に京阪電気鉄道によって設立される予定だった鉄道事業者である。

## 歴史

### 新京阪鉄道
京阪電気鉄道（京阪）の子会社である新京阪鉄道（新京阪）が経営していた路線（現阪急京都本線・阪急千里線）は、後に新京阪が京阪に合併されて、同社の新京阪線となった。京阪では路線をさらに東へ延ばして名古屋へ達しようという計画を持っており、その計画の実現のため新京阪鉄道時代に名古屋急行電鉄として大津 - 名古屋間の免許を出願した。
なお、1943年に陸上交通事業調整法による交通調整で京阪電気鉄道と阪神急行電鉄は合併して京阪神急行電鉄（1973年に阪急電鉄へ改称）が発足し、1949年に京阪神急行から京阪が分離した際に新京阪線は京阪神急行電鉄に残された。

### 時代背景
計画当時、主要幹線と並行する高速電気鉄道線を敷設すればその速達性と高頻度運転などにより十分な競争力を発揮し、大きな収入が見込めると考えられていた。そのため、同時期には第一次世界大戦がもたらした好景気を背景として、第2次電鉄ブームとでも呼ぶべき阪和電気鉄道・参宮急行電鉄・湘南電気鉄道など高速運転を行う私鉄の建設計画が、主として大都市圏の外縁部で立てられていた。

### 小川大臣と京阪電気鉄道
1927年4月20日に成立した田中義一内閣で鉄道大臣として小川平吉（1869年 - 1942年）が就任した。元来立憲政友会は、鉄道網の完成を鉄道政策の基本方針としていた。これは予定線であっても免許、民間資本をもって開通、必要であれば買収するという姿勢として現れた。しかし、この過程で「我田引鉄」と評されるなど、露骨な利益誘導という側面も表出しつつあった。就任後小川は、あからさまな利権狙いの計画であっても、政友会の党勢拡大につながる場合には安易に許認可を与えるという態度を就任以来示し続け、この結果既存鉄道事業者が自社線防衛を目的として本来不要な路線免許をやむなく取得する、という状況が多発していた。
京阪の場合も、大株主であった奈良電気鉄道が京阪本線の平行線となる大阪線（玉造 - 小倉）を申請し、また大阪の証券・不動産業界の投資家を中心とする別グループが東大阪電気鉄道（森ノ宮 - 四条畷 - 奈良）を露骨な利権目当てで申請するなど、周囲の状況は混迷の度合いを深めていた。このために京阪自身も国鉄片町線への乗り入れと、そのために必要となる電化工事費用を自社で負担することを願い出るという形で鉄道省に恩を売り、他社による競願を却下させることを画策するという有様であった。

### 免許申請時の状況
1928年6月12日に大津市 - 名古屋市間の地方鉄道免許を申請した名古屋急行電鉄であるが、こちらは計画内容そのものは既設の新京阪線の延長線であり、沿線人口の少なさ故に巨費を投じて建設された高度な施設や車両の大半が遊んでいた新京阪線を有効活用し、そのあまりに巨大な投下資本の早期回収を図ることが目的であった点で他の利権目的の出願とは一線を画していた。
なお、申請時の当初の経路は石山から瀬田川を渡った後、大戸川沿いに進み、土山付近を経て、四日市に至り伊勢湾沿いに桑名、弥富経由で名古屋に至るものであった。申請書には具体的な石山から名古屋までの経由地として、平野、大鳥居、雲井、磯尾、池田、鳥居野、岩室、土山、山中、原、大久保、小古曽、日永、四日市、富田、柿村、桑名、汰上、長島、弥富、大井、蟹江、萬場、烏森が明示されている。この計画線は四日市以東では伊勢電気鉄道本線と競合するもので、現在の近鉄名古屋線とほぼ同じルートであった。また、平野 - 四日市間は概ね現在の新名神高速道路のルートとなっている。

### 免許交付と疑獄事件
1929年3月1日、「地方鉄道免許申請ニ関シ追願（起業目論見書変更申請）」がなされ、経路が草津、野洲、八日市、永源寺、員弁、佐屋経由に変更される。この時期、満洲某重大事件の影響で政局は混乱し、田中義一内閣が総辞職に至る直前の同9年6月、小川鉄道大臣は監督局その他の強硬な反対意見を聞き入れないまま、行きがけの駄賃とばかりに東大阪電鉄に免許し、さらに同申請線と競合していた奈良電・京阪を懐柔する目的で、両社から申請されていた奈良電気鉄道大阪線および桜井線と名古屋急行に対しても免許するという、免許の大盤振る舞いを行った。
この、交通政策に関する長期的展望が完全に欠落した免許の乱発は、当然ながら空前の愚策であるとして各方面の非難を浴び、特に東大阪電鉄と奈良電鉄は、不透明な資金の動きも見られたことから、最終的に「五私鉄疑獄事件」と呼ばれることになる一連の大規模な疑獄事件に発展し、小川本人のみならず京阪においても太田社長が連座し収監された。幸い太田は起訴に至らなかったが、公権力を恣にした免許乱発の張本人である小川本人については1929年9月26日に起訴され、1930年12月20日には実刑判決を受けて政界引退を余儀なくされている。
かくして、1929年6月29日に免許された。

### 構想の挫折
1929年10月24日のニューヨークウォール街における株価大暴落に端を発した世界恐慌は、既に昭和金融恐慌のせいで深刻な状態にあった日本経済に決定的な打撃を与えた。この事態は、好況を背景として社債や借入金で規模拡大を図ってきた新京阪と京阪にも多大な影響を与え、京阪グループ全体の負債は当時の金額にして実に1億円にも達するという、恐るべき状況を招くこととなった。特に新京阪は新線建設に莫大な設備投資をした上、沿線が人口過疎地域であるため営業は芳しくなく、負債整理と人員削減の目的で京都地下線の工事を残したまま、1930年9月には京阪へ合併された。この恐慌下にあって、工事申請に至れず、二度目の延期申請の1931年12月3日のものには、施工意欲を示すために同月21日「工事施行認可申請期間延期申請ニ関シテ追願」を提出している。ここには、経過要項や具陳書による現状説明のもののほか、工事方法書・線路実測図・建設予算書が添付され、1929年の免許時には65哩4鎖（104.69km）であった総延長が102.08 kmに短縮される一方、石槫隧道は8,585 mと長くなっている。さらに途中駅の設置場所も明示されている。この1931年の線路実測図が名古屋急行電鉄の最終的な計画路線図と考えられる。
しかし、以後も資金調達ができず会社も成立しなかったため、工事申請期限が到来する度に延期申請を出し続けて好機の到来を待つことにした。しかし、当時の行財政整理の背景もあり、実現の見込み無しとの形で工事申請期限延期申請が却下され、1935年7月8日に免許が失効し、この壮大な計画は未成のまま終焉を迎えた。標準軌間を採用する私鉄線の名古屋到達も1959年11月27日の近鉄名古屋線の改軌でようやく実現した。

## ルート
新京阪は名古屋急行電鉄への免許時点では、天神橋駅 - 西院駅（仮駅）間の路線を既に開業させ、西院駅 - 京阪京都駅（後の大宮駅）間が建設中であった。ほかに四条大宮終点附近から四条河原町までの免許と、西向日町駅から久我（伏見区）、深草（伏見区）を経て山科駅（山科区大宅）に至る山科線の免許を有していた。山科駅で同じく計画中の京阪六地蔵線に乗り入れ、大津市馬場に至る。
ルートは、馬場から草津・八日市・永源寺を経て鈴鹿山脈（石榑峠）を超え、員弁へ抜けた後、多度、佐屋と現在の近鉄名古屋線・関西本線よりやや北側を進んで、名古屋の熱田神宮がある熱田に至るものであった。
このうち京阪六地蔵線山科 - 馬場間は、特許時点で逢坂山越えの難所について、国鉄東海道本線の旧線路敷に並行して敷設される計画であった。しかし、新京阪山科線と名古屋急行電鉄の計画が具体化すると、山科から奈良街道に並行して直進北上し、京津線追分付近から約2,100 mの新追分隧道を経て上関寺付近に達し、国鉄東海道本線の旧線路敷の南側を並行して馬場に至る経路にて工事申請がなされた。

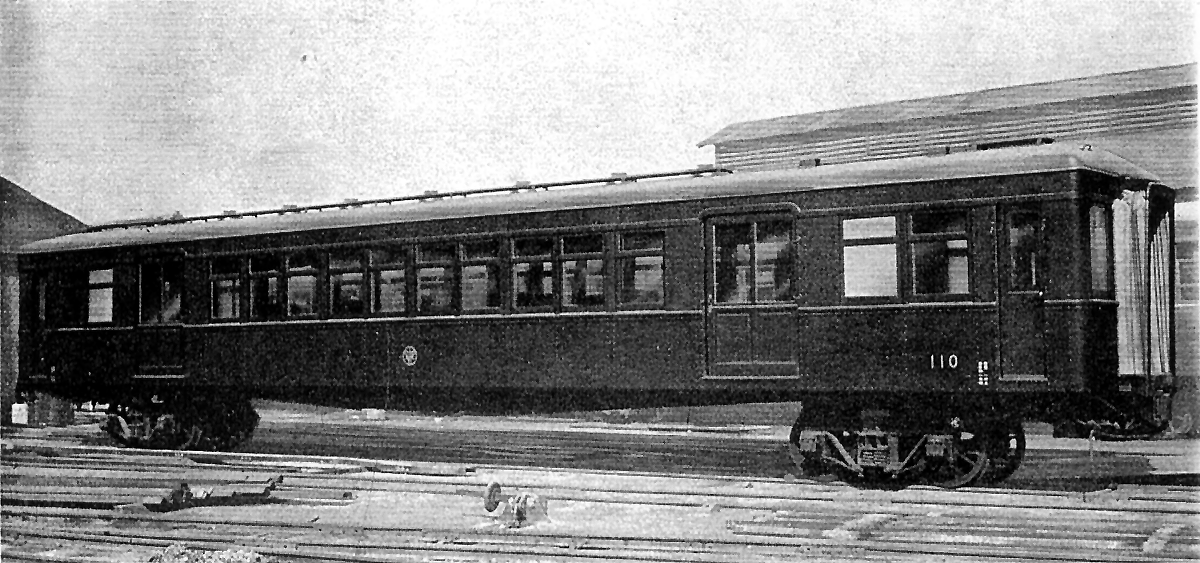
新京阪鉄道P-6A形110
総数73両に達したP-6形の初期製作グループ。名古屋直通を前提として長時間乗車に適した固定クロスシートを備え、防寒・防音用に側窓を二重窓とした。メーカー出荷時撮影のため台車は仮台車で機器艤装前。

計画路線の総延長は約102.08kmであり、名古屋駅 - 大津駅間の営業キロが137.6 km（当時）の東海道本線に比べ、約24%の路線短縮が見込まれていた。
これは鈴鹿山脈を延長8,585 mの単線型二列式の石榑隧道で貫通するなど、高速運転ができるよう、新京阪同様に標準軌・全線複線・直流1,500 V電化の直線的ルートを選択したことによるもので、これは煤煙の発生が避けられない蒸気機関車を使用する当時の東海道本線では選択したくともできないルートであった。
このように、きわめて高水準な軌道施設と大出力電車を組み合わせることで、表定速度80 km/h程度の速達列車の運行を実現し、大阪（天神橋） - 名古屋（熱田）間を約2時間で結ぶ予定であった。
なお、新京阪で導入されていたP-6形電車（後の京阪神急行電鉄（阪急）100形電車）と呼ばれる一連の重量級高速電車群の中でも初期に製造されたP-6A形と呼ばれるグループについては、全鋼製車体に防寒を目的として二重窓を備えるなど、将来の名古屋急行電鉄との直通運転を前提とした仕様になっていた。さらに図面だけで終わったが、車端部に便所を設置し、乗り心地の良いブリル27MCB-4X台車を装着した20 m（66フィート）級大形電車の製造プランも検討され、ブリル27MCB-4XについてはP-6形で先行して2両分を導入し、試験を実施する段階まで計画が進捗していた。

### 路線
- 起点：滋賀県大津市馬場町[12]
- 終点：愛知県名古屋市南区尾頭町[12]（現在の熱田区内）
- 路線延長：約102.08 km[14]
- 軌間：1,435 mm（標準軌）[12]
- 架線電圧：直流1,500V[12]
- 架線方式：単線架空式[12]
- 橋梁：総延長：4,351 m[12]
  - 最長：揖斐川・長良川・木曽川合流地点：1,924 m[12]
- トンネル：総延長：7,324 m[12]
- 車両編成：6両編成（標準）[12]
- 平均速度：81 km/h[12]

### 設置予定駅と経由地
1931年12月時点
| 駅名                 | 接続路線                                   | 備考                                 |
| -------------------- | ------------------------------------------ | ------------------------------------ |
| 石山駅前停留場       | 京阪電気鉄道：石山坂本線、省線：東海道本線 | 京阪電気鉄道京阪石山駅（現）付近     |
| 東草津停車場         |                                            | 草津市目川地内・治田小学校付近       |
| 野洲町停車場         |                                            | 野洲高校付近                         |
| 南八日市停留場       | 近江鉄道                                   | 近江鉄道長谷野駅南約300 m            |
| 山上停車場（永源寺） |                                            | 東近江市山上町地内・永源寺診療所付近 |
| 杠葉尾停車場         |                                            | 東近江市杠葉尾地内・神崎橋付近       |
| 石槫停車場           |                                            | いなべ市大安町石槫東地内             |
| 新三里停留場         | 三岐鉄道                                   | いなべ市大安町平塚地内               |
| 大泉原停留場         | 北勢鉄道                                   | 員弁中学校付近                       |
| 野代停留場           | 伊勢電気鉄道：養老線                       | 野志里神社付近                       |
| 新佐屋停車場         | 名岐鉄道：尾西線                           | 名鉄佐屋駅南約100 m                  |
| 北蟹江停車場         |                                            | 蟹江町とあま市の境界付近             |
| 八田駅前停留場       | 省線：関西本線                             | 八田駅の西南西約300 m                |
| 名急名古屋停車場     |                                            | 金山駅南西約300 m                    |

| 経由地 | 大津市 | 滋賀県滋賀郡石山町 | 同栗太郡草津町 | 同野洲郡野洲町 | 同蒲生郡市辺村 | 同神崎郡山上村 | 石槫峠 | 三重県員弁郡大泉原村 | 愛知県海部郡七宝村 | 名古屋市 |

## 影響
この計画は、近畿日本鉄道（近鉄）の前身である大阪電気軌道（大軌）とその子会社の参宮急行電鉄（参急）にも大きな影響を及ぼした。というのも、同社は大阪から鈴鹿山脈に青山トンネルを掘って伊勢神宮のある宇治山田へ向かう路線を建設途中であり、さらに将来的には名古屋へ進出することが既に計画されていたからである。大阪 - 名古屋間において先に名古屋急行電鉄が完成してしまうと、同社の計画が水泡に帰す恐れがあった。
そのため津 - 宇治山田間において参急と並行する路線の建設を行い、桑名・四日市から伊勢への直通電車を走らせ、将来的に名古屋へ延伸する免許を既に持っていた伊勢電気鉄道に対して、先に大阪 - 桑名間の運転実績をつくっておいて対抗したいと、提携を求めたりした。しかし三重県に地盤をおく伊勢電は、優先的に松阪 - 伊勢間の並行線を建設するなどしたため、交渉は進まなかった。
その名古屋急行電鉄の免許が失効した頃、伊勢電は無理な伊勢進出が祟った上に起死回生を図った名古屋延伸も五私鉄疑獄事件として露見したことから経営に行き詰まり、参急に合併された。名古屋への進出は、大軌・参急子会社の関西急行電鉄（関急電）によって1938年に実現（現：近鉄名古屋線）し、ここにようやく（大阪）上本町駅 - 関急名古屋駅（現：近鉄名古屋駅）間189.5 km（当時）の都市間路線が完成することになった。